# Hardcore punk
Hardcore punk (tudi HC punk, punk HC ali pa samo hardcore oziroma HC) je glasbena podzvrst subkulture Punk, ki se je razvila v ZDA v začetku osemdesetih let dvajsetega stoletja. Od punk rocka sedemdesetih se razlikuje predvsem po hitrejšem, agresivnejšem pristopu. Pesmi so krajše, glasnejše in agresivnejše. Bendi so večinoma delali po pristopu D.I.Y (angleščina:do it yourself), od izdaje posnetkov, plakatov, majic ipd., vse so postorili sami, brez pomoči založb ali promotorjev. Med najbolj znane glasbene skupine iz tega žanra lahko prištejemo Bad brains, Minor Threat, Black Flag, Dead Kennedys, Circle Jerks, 7 Seconds itd.

## Slovenska HC scena
Po koncu prvega punk vala v začetku osemdesetih let, se je tovrstna subkultura razvila v dve smeri;
nekoliko mehkejši novi val, ter agresivnejši, smelejši hardcore punk. Tako leta 1983 v Ljubljani nastane tako imenovani »hardcore kolektiv«, okoli katerega se razvije večina aktivnosti (bendi, fanzini, stripi, koncerti,...). Prve skupine so bile: U.B.R. (Uporniki brez razloga), Stres D.A. (Stres Državnega Aparata), Odpadki civilizacije, K.P.J. (Komunalno Podjetje Jugoslavija) , Depresija in ženska zasedba Tožibabe. Kolektiv je najdejavnejši v obdobju med letoma 1983 in 1986, poleg glasbene dejavnosti začne še izhajati fanzin Vrnitev odpisanih, vrh pa doseže na festivalu »Novi Rock 1985«, kjer se hard core kolektiv predstavi kot celota z bendi Tožibabe, III. kategorija, ter 2227 in G.U.Z. (Grdi,Umazani,Zli), ki nastaneta iz razpadlega U.B.R.
Skupina se je kasneje razdelila in pa razbila, od nje se je razvila zasedba »stripcore« z zasedbo 2227 (aktivno še v 21. stoletje), stripovskim fanzinom »Stripburger« (obstaja še danes), kasneje, že sredi devetdesetih pa z ustanovitvijo kluba »Channel ZERO« na Metelkovi, ki prav tako še deluje.
S.O.R. (Sistem Organizirane Represije) iz Idrije, so prav tako predstavniki te zvrsti iz časa druge polovice osemdesetih, za katerega je značilen izjemno oster, »nabijaški« ritem kitare z  politično, kulturno in sociološko provokativnimi besedili.
Hard-Core Ljubljana, velika studijska plošča in VHS video kompilacija Iskanje izgubljenega časa, izdani l.1985 pri založba FV, škuc-forum sta verjetno edini ohranjeni zapis iz tistega časa.
Danes je slovenska hardcore scena še kako ˝živa˝, kar dokazujejo tudi številne skupine tega žanra. Najbolj znani bandi so: Final Approach, Odpisani, Kreshesh Nepitash, Golliwog, No Limits in Aktivna Propaganda.